# Шишкин, Алексей Владимирович
Алексей Владимирович Шишкин (29 ноября 1997, Тобольск, Тюменская область) — российский футболист.

## Карьера
Воспитанник «Краснодар». Несколько лет провел в системе «быков». Также выступал за вторую команду «Анжи». Зимой 2021 года россиянин футболист в клуб армянской премьер-лиги «Ван» Чаренцаван. Дебютировал за новый коллектив Шишкин 19 февраля в матче против «Ноа», в котором его команда потерпела крупное поражение (0:4). В стартовом матче он вышел на замену на 72-й минуте.